# Tĩnh mạch lưỡi
Tĩnh mạch lưỡi (tiếng Anh: lingual vein) bắt đầu trên mặt sau, hai bên và dưới của lưỡi, đi kèm động mạch lưỡi và kết thúc ở tĩnh mạch cảnh trong.
Tĩnh mạch lưỡi tùy hành (comitans) với thần kinh hạ thiệt.
Trong lâm sàng, tĩnh mạch lưỡi rất quan trọng vì chúng có khả năng hấp thu thuốc nhanh. Vì lý do này, đặt thuốc nitroglycerin dưới lưỡi trong trường hợp bệnh nhân nghi ngờ đau thắt ngực.

## Các tĩnh mạch phụ
1. Tĩnh mạch dưới lưỡi
2. Tĩnh mạch lưỡi sâu
3. Tĩnh mạch lưỡi sau
4. Tĩnh mạch trên móng